# Lekane

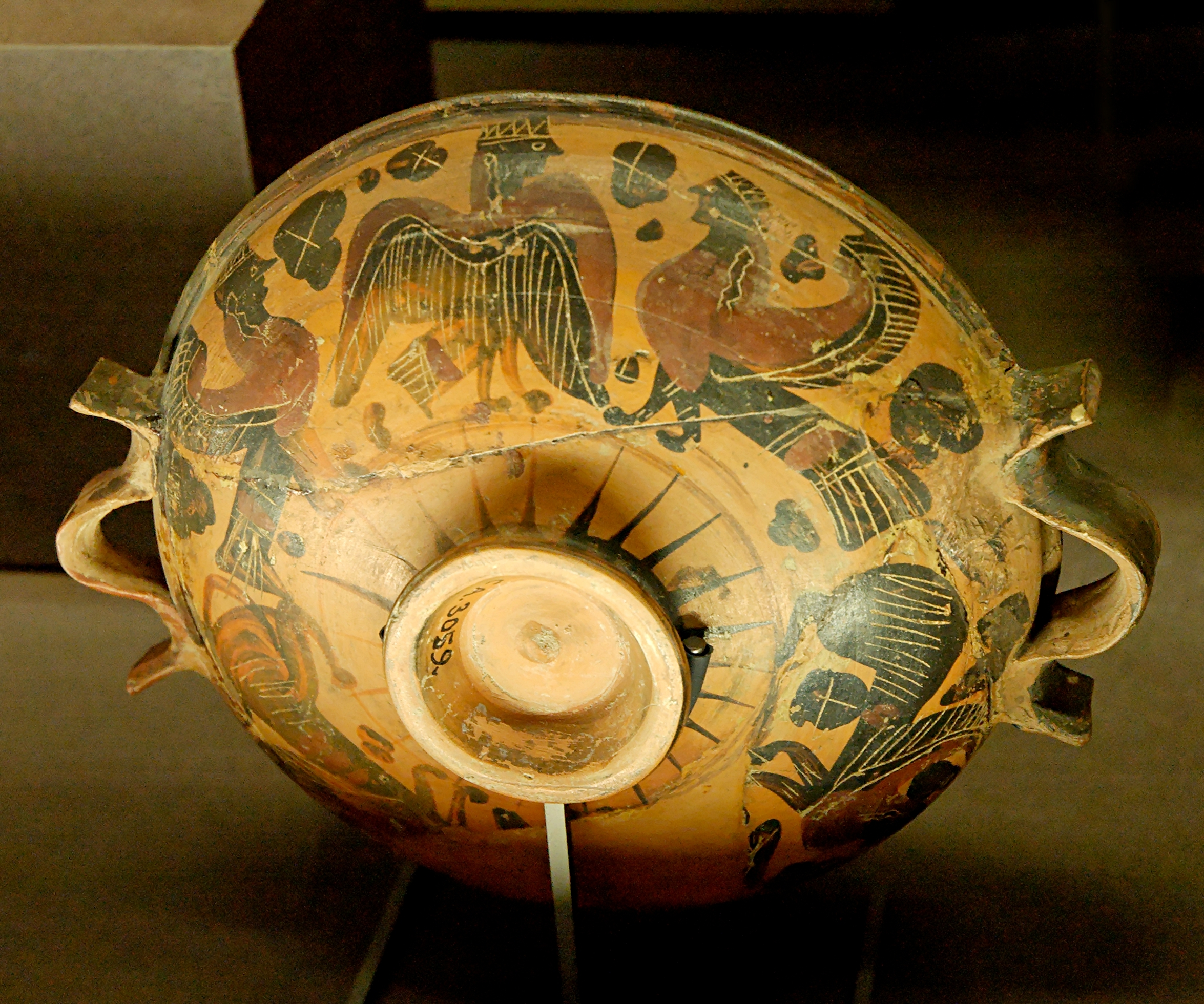
Lekane attica a figure nere, 600-575 a.C.

La lekane (λεκάνη in greco antico, pl. lekanai) era una forma vascolare in uso nella Grecia antica, frequente in Attica e in Beozia.

## Descrizione
Era una coppa di dimensioni notevoli, bassa e schiacciata, con due anse orizzontali, piede ad anello, orlo appiattito e talvolta verticale. Oggetto di uso domestico, poteva svolgere diverse funzioni come contenere e servire cibo o servire come bacile per l'acqua; si distingue dalla lekanis per una più frequente assenza di coperchio e di decorazione. Testimoniata, sebbene rara, già in età geometrica, divenne di uso frequente a partire dal periodo arcaico.